# Emily Scott
Emily Scott (ur. 1984 w Canberze) – australijska fotomodelka.
Jest oficjalną twarzą marki Lipton Ice Tea.